# Championnat de Moldavie de football 2003-2004
Navigation
Championnat de Moldavie 2002-2003 Championnat de Moldavie 2004-2005
Le Championnat de Moldavie de football 2003-2004 est la 13e édition de ce championnat.

## Saison régulière[1]
| Rang | Équipe                 | Pts | J  | G  | N  | P  | Bp | Bc | Diff |
| ---- | ---------------------- | --- | -- | -- | -- | -- | -- | -- | ---- |
| 1    | Sheriff Tiraspol       | 60  | 24 | 19 | 3  | 2  | 64 | 15 | +49  |
| 2    | Nistru Otaci           | 57  | 28 | 17 | 6  | 5  | 47 | 26 | +21  |
| 3    | FC Zimbru Chișinău     | 49  | 28 | 14 | 7  | 7  | 40 | 23 | +17  |
| 4    | FC Tiraspol            | 45  | 28 | 12 | 9  | 7  | 32 | 22 | +10  |
| 5    | FC Dacia Chișinău      | 35  | 28 | 9  | 8  | 11 | 26 | 28 | -2   |
| 6    | Tiligul-Tiras Tiraspol | 29  | 28 | 5  | 14 | 9  | 21 | 26 | -5   |
| 7    | Unisport-Auto Chișinău | 23  | 28 | 6  | 5  | 17 | 29 | 52 | -23  |
| 8    | Agro Chișinău          | 5   | 28 | 1  | 2  | 25 | 14 | 66 | -52  |

|  | Champion              |
|  | Barrage de relégation |
|  | Relégué               |

## Barrage de relégation
| 2004 | Unisport-Auto Chișinău (D1) | 2-1 | FC Politehnica Chișinău (D2) |  |  |
|      |                             |     |                              |  |  |

## Bilan de la saison
| Tableau d'Honneur                   |                    |
| Compétition                         | Vainqueur          |
| Championnat de Moldavie de football | Sheriff Tiraspol   |
| Coupe de Moldavie de football       | FC Zimbru Chișinău |

| Promotions et relégations   |                 |
| Relégués en Divizia A       | Agro Chișinău   |
| Promus en Divizia Națională | Steaua Chișinău |